# 무정동초등학교
무정동초등학교는 대한민국 전라남도 담양군 무정면 정석길 10 (정석리)에 있었던 초등학교이다.

## 연혁
- 1937년 6월 1일 무정공립보통학교 옥산간이학교(설립인가 4월 30일)
- 1943년 4월 1일 무정동공립국민학교 승격
- 1950년 4월 1일 무정동국민학교로 개칭
- 1981년 3월 1일 병설유치원 개원
- 1996년 3월 1일 무정동초등학교로 개칭
- 2006년 3월 1일 무정초등학교로 통폐합